# سعيد رزكي
رزكي سعيد (من مواليد الدار البيضاء في 2 أكتوبر 1963-)، لاعب وسط مغربي ومدرب بالسد القطري ومحلل فني بقنوات بي ان سبورت والكاس.
لعب مع نادي الاتحاد البيضاوي، وفي سنة 1985 أصبح لاعبا للاتحاد الرياضي، ثم انتقل إلى الاولمبيك البيضاوي.